# トロント (フリゲート・2代)
トロント（HMCS Toronto, FFH 333）は、カナダ海軍のフリゲート。カナダ哨戒フリゲート計画により建造されたハリファックス級フリゲートの4番艦で、1993年に就役した。

## 概要
カナダ海軍の大西洋海上軍（MARLANT）に配備されており、ハリファックス基地を母港とする。
カナダ海軍の同名の艦艇としては、第二次世界大戦中に就役したリバー級フリゲートのトロント（HMCS Toronto, K538）に続いて2隻目である。

## 艦歴
ニューブランズウィック州セントジョンのセントジョン造船所で1989年4月22日に起工され、1990年12月18日に進水、その後、1993年7月29日に就役した。なお、先に建造が開始された2番艦のバンクーバー（HMCS Vancouver, FFH 331）より約1ヵ月早く就役した。
2004年2月から7月にかけて、第150合同任務部隊に派遣され、ジョージ・ワシントン空母打撃群の一員として行動した。
2013年2月から2014年2月にかけて、カナダ海軍の対テロ作戦であるアルテミス作戦により中東へ展開、第150合同任務部隊に派遣され海上治安活動を行った。単独での展開としては、近年の海軍の歴史の中で期間の長い航海の一つとなり、2013年7月には、カナダ空軍の戦略輸送機の輸送支援を受けて、カナダ海軍としては1991年以降初めてとなるクルー交代が実施された。その後、2014年2月27日にハリファックス基地へ帰投した。展開中、国家安全保障における戦略的パートナーシップを強化するため、バーレーン、ジブチ、ギリシャ、イスラエル、ヨルダン、クウェート、スペイン、オマーン、タンザニア、アラブ首長国連邦など16ヵ国を訪問した。
その後、レジャイナ（HMCS Regina, FFH 334）と交代して、第2常設NATO海洋グループの一部として地中海で行動していたが、中央ヨーロッパおよび東ヨーロッパでのロシアの介入に対するReassurance作戦のため、黒海へ投入され、タスクユニット2（TU.02）の旗艦として、スペイン海軍のアルバロ・デ・バサン級フリゲートアルミランテ・ファン・デ・ボルボーン（Almirante Juan de Borbón, F-102）、ルーマニア海軍のレジェーレ・フェルディナンド級フリゲートレジェーレ・フェルディナンド（Regele Ferdinand, F221）、アメリカ海軍のアーレイ・バーク級駆逐艦ロス（USS Ross, DDG-71）ほか、ブルガリア海軍、グルジア海軍、トルコ海軍、ウクライナ海軍の艦艇と共に行動した。
2014年9月8日、黒海でロシア軍のSu-24×2機の挑発的な接近を受けた。
2014年11月、休暇でトルコのアンタルヤに上陸していた乗員6名が消火活動に協力した。
2014年12月25日、地中海を航行中、補機室で火災が発生した。火災は鎮火され、煙の影響を受けた全ての乗員は処置を受け、開放された。
タスクユニット2の旗艦として黒海に展開中、3つの海軍演習に参加、2015年1月にフレデリクトン（HMCS Fredericton, FFH 337）と交代した。